# Bièvres (Ardennes)
Bièvres ist eine französische Gemeinde mit 46 Einwohnern (Stand: 1. Januar 2022) im Département Ardennes in der Région Grand Est. Die Gemeinde gehört zum Arrondissement Sedan und zum Kanton Carignan. 

## Geografie
Bièvres liegt etwa 40 Kilometer ostsüdöstlich vom Stadtzentrum Sedans in den Argonnen. Umgeben wird Bièvres von den Nachbargemeinden Sailly im Norden, Villy im Osten und Nordosten, La Ferté-sur-Chiers im Osten, Olizy-sur-Chiers im Süden und Südosten, Inor im Süden und Südwesten, Autréville-Saint-Lambert im Südwesten sowie Vaux-lès-Mouzon im Westen und Südwesten.

## Bevölkerungsentwicklung
| 1962                      | 1968 | 1975 | 1982 | 1990 | 1999 | 2006 | 2011 | 2016 |
| ------------------------- | ---- | ---- | ---- | ---- | ---- | ---- | ---- | ---- |
| 116                       | 119  | 107  | 87   | 75   | 66   | 67   | 62   | 50   |
| Quelle: Cassini und INSEE |      |      |      |      |      |      |      |      |

## Sehenswürdigkeiten

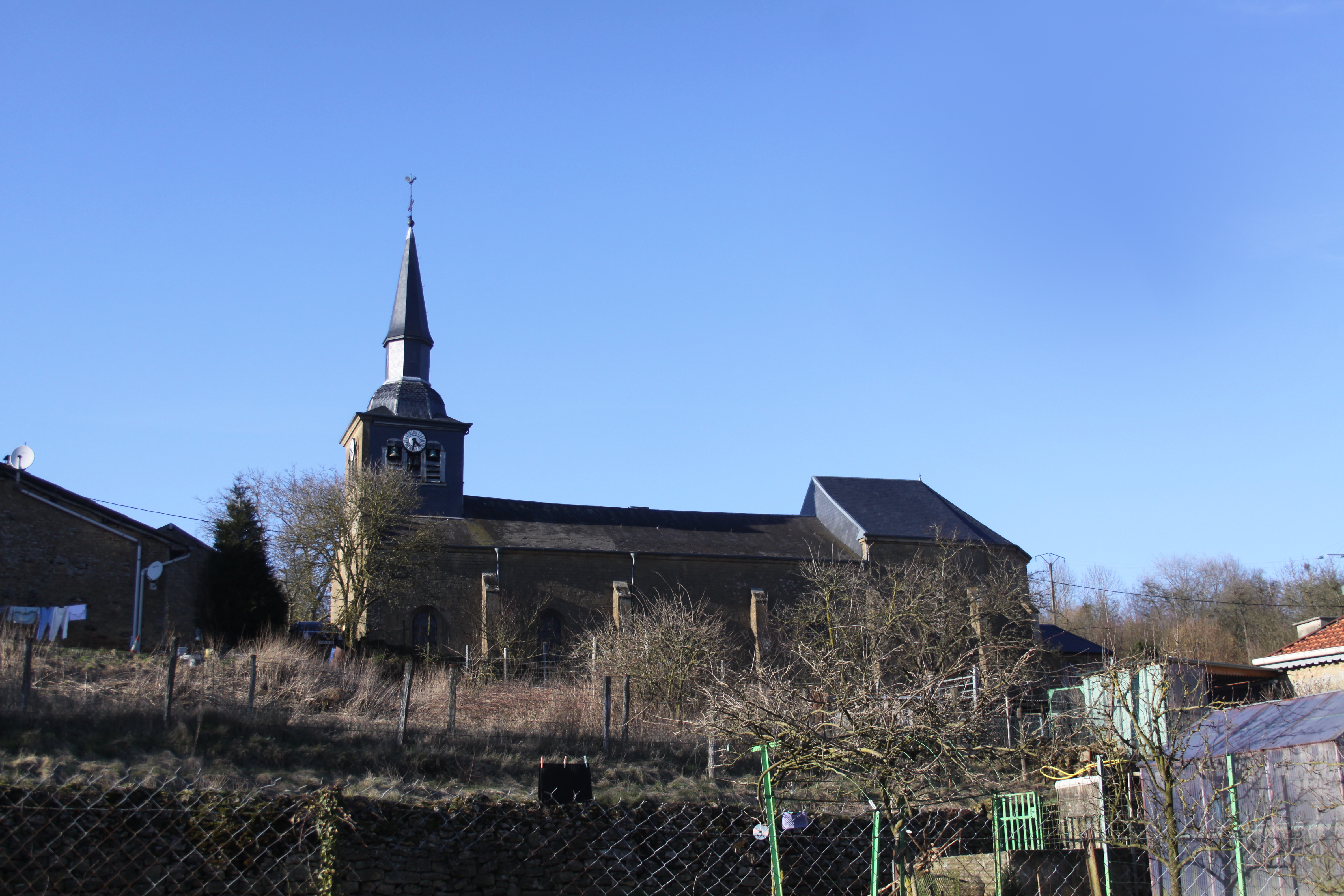
Kirche Saint-Pierre

- Kirche Saint-Pierre